# Leschenaultia nuda
Leschenaultia nuda är en tvåvingeart som beskrevs av Thompson 1963. Leschenaultia nuda ingår i släktet Leschenaultia och familjen parasitflugor. Inga underarter finns listade i Catalogue of Life.